# Chrysis pyrrhina pyrrhina
Chrysis pyrrhina pyrrhina é uma subespécie de insetos himenópteros, mais especificamente de vespas pertencente à família Chrysididae.
A autoridade científica da subespécie é Dahlbom, tendo sido descrita no ano de 1845.
Trata-se de uma subespécie presente no território português.